# Cuevas de Provanco
Cuevas de Provanco település Spanyolországban, Segovia tartományban. Cuevas de Provanco Valdezate, Haza, Sacramenia, Olmos de Peñafiel, Castrillo de Duero és Nava de Roa községekkel határos. Lakosainak száma 132 fő (2024).

## Népesség
A település népessége az elmúlt években az alábbi módon változott:
| Lakosok száma | 204  | 179  | 162  | 149  | 151  | 142  | 136  | 136  | 129  | 132  |
|               | 2001 | 2004 | 2007 | 2009 | 2012 | 2014 | 2017 | 2019 | 2022 | 2024 |